# Olga Tashchiyev
Olga Tashchiyev –en hebreo, אולגה טסצ'ייב; en ruso, Ольга Тащиев– (23 de abril de 2004) es una deportista israelí que compite en tiro, en la modalidad de rifle. Ganó una medalla de plata en el Campeonato Europeo de Tiro en 10 m de 2023, en la prueba de 10 m mixto.

## Palmarés internacional
| Campeonato Europeo | Campeonato Europeo | Campeonato Europeo | Campeonato Europeo |
| Año                | Lugar              | Medalla            | Prueba             |
| ------------------ | ------------------ | ------------------ | ------------------ |
| 2023               | Tallin (Estonia)   | Medalla de plata   | Rifle 10 m mixto   |